# Боторріта
Боторріта (ісп. Botorrita) — муніципалітет в Іспанії, у складі автономної спільноти Арагон, у провінції Сарагоса. Населення — 536 осіб (2010).
Муніципалітет розташований на відстані близько 260 км на північний схід від Мадрида, 19 км на південний захід від Сарагоси.

## Демографія
Динаміка населення (INE ):